# Вулиця Бабія (Львів)
Ву́лиця Бабія́ — вулиця у Залізничному районі міста Львова, в місцевості Сигнівка. Сполучає вулиці Любінську та Садову.

## Історія
До 1974 року вулиця мала назву Любінська бічна, з 1974 року була частиною вулиці Рибалка. На початку 1990-х років виділена в окрему вулицю. Сучасна назва походить від 1993 року, на пошану українського письменника, поета та політичного діяча Олеся Бабія.

## Забудова
Забудова вулиці Бабія складається з приватних садиб 1930-х років у стилі польського конструктивізму, двоповерхові забудови 1950-х років, індивідуальні забудови нового часу.